# アナン語
アナン語（アナンご、英: Anaang language）はベヌエ・コンゴ語群のクロスリバー諸語に属する言語である。話者はナイジェリアのクロスリバー州に居住するアナン族の人々である。

## 言語名別称
- Anang
- Annang

## 方言
- Abak
- Ikot Ekpene
- Ukanafun